# مونتالي
مُنتالة أو مُنتالي (بالإنجليزية: Montale)‏، هي بلدية في مقاطعة بستويا في إقليم تسكانة الإيطالي، وتقع على بعد حوالي 25 كم (16 ميل) شمال غرب فلورنسا وحوالي 8 كيلومترات (5 ميل) شرق بستويا.

## السكان
في سنة 1861 بلغ عدد السكان 3٬677 نسمة، وتطور العدد ليصل في سنة 2011 لـ 10٬682 نسمة.
يظهر هذا المخطط البياني تطور النمو السكاني لـ مونتالي

## توأمة
لمونتالي اتفاقيات توأمة مع كل من:
- فاراجدين
- تفاريتي
- سينليس